# Список мостов Вологды

## Мосты черезВологду
- Октябрьский мост
- Красный мост (пешеходный)
- Мост 800-летия Вологды

## Мосты черезЗолотуху

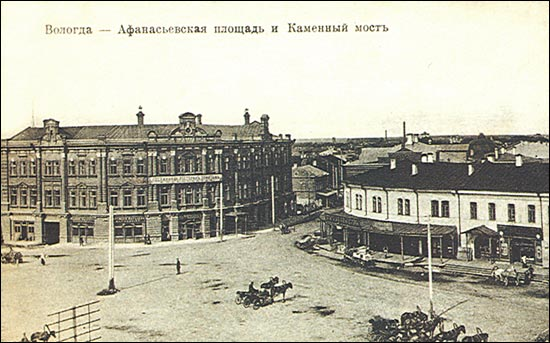
Каменный мост

- Веденеевский мост
- Винтеровский мост
- Каменный мост
- Мяснорядский мост
- Рыбнорядский мост

## Путепроводы через железнодорожные пути
- Горбатый мост
- Ленинградский мост
- Белозерский мост